# La Donna (revista)
La Donna (La mujer) fue una revista bimensual feminista italiana publicada desde 1868 a 1890. Fue el principal órgano del movimiento por la emancipación de la mujer en Italia a fines del siglo xix.

## Historia
Fue fundada por la feminista italiana Gualberta Alaide Beccari en 1868, cuando solo tenía veintiséis años. Ella misma la financió, y la dirigirá a lo largo de su existencia. Es el primer periódico escrito exclusivamente por mujeres.
En 1878, la revista siguió a Beccari cuando se mudó a Bolonia.
La publicación de La Donna cesó en 1890, debido a dificultades financieras y al aislamiento gradual de la dirección, tanto político como personal. 

## Colaboradoras
- Marina Astori
- Elena Ballio[1]
- Giulia Cavallari[3]
- Fanny Lewald
- Anna Maria Mozzoni  ,
- Ernesta Napollon
- Sarina Nathan
- Giorgina Saffi
- Maria Antonietta Torriani[4]
- Luisa Tosco